# Fonética articulatoria

Puntos de articulación de las consonantes según el Alfabeto Fonético Internacional.

La fonética articulatoria es una de las ramas de la fonética que se ocupa de la producción física del habla, es decir, describe qué órganos intervienen en su producción, la posición que estos toman y cómo esas posiciones hacen variar la trayectoria del aire en su viaje por la garganta hasta que es expulsado por la boca o la nariz, produciendo sonidos diferentes.
Los órganos que el ser humano emplea en la producción de habla no son exclusivos para este fin, sino que sus funciones primarias son digestivas o respiratorias. La fonética articulatoria emplea principalmente datos prestados por otras ciencias, especialmente la anatomía. 
La producción de habla se produce en tres fases: iniciación, fonación y articulación.

## Iniciación o respiración
La respiración es fundamental a la hora de entender la producción de sonido. Llamamos iniciación al proceso por el cual el aire se pone en movimiento dentro del tracto vocal. Dependiendo de la dirección del aire la iniciación será ingresiva (hacia dentro) o egresiva (hacia fuera). Otro factor a tener en cuenta al iniciarse el movimiento del aire son los pulmones, cual es el órgano iniciador de éste, atendiendo a esto, tenemos tres posibilidades:
- Iniciación pulmonar: El diafragma y las costillas presionan los pulmones, lo que hace que el aire comience el movimiento. La mayor parte de los sonidos del habla se inician de forma pulmonar egresiva. La iniciación pulmonar ingresiva puede encontrarse alternativamente cuando el hablante articula entre sollozos o habla de forma muy acelerada. El único caso encontrado de una pulmonar ingresiva empleada como fonema es una lateral fricativa que se emplea en el Damin, un lenguaje extinto de Australia.

- Iniciación glotal: El movimiento del aire puede también iniciarse en una zona superior de la longitudinal a través de las cuerdas vocales o glotis. Para iniciar la presión glotal, el hablante debe hacer descender la glotis, como se hace al producir una nota baja, juntar las cuerdas vocales como para la oclusiva glotal sorda /ʔ/, y alzar después la glotis creando presión en la parte superior de la tráquea y la cavidad oral. son sonidos producidos cuando la iniciación es egresiva se denominan también eyectivas. Al estar la glotis completamente cerrada, es imposible pronunciar eyectivas sonoras. Cuando la iniciación es ingresiva, nos encontramos con las implosivas, para las cuales la secuencia es lo contrario a lo anterior: se hace ascender la glotis, se cierra, y luego se baja para crear succión en la parte superior de la tráquea. Las implosivas suelen ser sonoras, pues la glotis no puede estar completamente cerrada.

- Iniciación velar: El tercer lugar de iniciación es el velo, donde el sonido es realizado al producirse un cierre en dos zonas de articulación, (en la zona del velo y la úvula y en la parte delantera de la boca). La corriente de aire se forma por el movimiento de la lengua. La iniciación velar es casi siempre ingresiva, siendo la excepción un sonido en Danim. Las ingresivas se conocen principalmente como clics. Podemos encontrarlas como fonemas en algunos lenguajes africanos como las lenguas joisanas, pero en la mayoría de los idiomas se emplean de forma extralingüística, por ejemplo, el sonido que se emplea para arrear a los caballos.

## Fonación
La fonación es toda actividad no inicial ni articulativa en la laringe, por lo tanto, todo sonido, excluyendo los de iniciación y articulación glotal.
Se utilizan tres parámetros para describir la fonación: 
- Tono, frecuencia de las vibraciones en las cuerdas vocales (presente solo, por lo tanto en la fonación sonora).
- Altura, depende de la cantidad de aire subglotal.
- Timbre, que varía dependiendo de la apertura de las cuerdas vocales.

Existen cuatro tipos básicos de fonación: sonidos sordos, sonidos sonoros, susurros y laringealización (creaky voice).

## Articulación
En la articulación de un sonido es importante distinguir entre el modo de articulación y el punto de articulación:
- El punto de articulación, se refiere a la parte de la cavidad bucal donde se produce el estrechamiento más importante. Y el órgano móvil (labio, lengua, dientes...) que ocasiona el estrachamiento al paso del aire.
- El modo de articulación se refiere a si la obstrucción es completa o incompleta, produce o no fricción y al hecho de como se relaja dicho estrechamiento hacia el final de la articulación.

- Datos: Q1200775